# 茹震模
茹震模（?—?），廣西省梧州府蒼梧縣人，清朝政治人物、同進士出身。
光緒二十年（1894年），参加光緒甲午科殿試，登進士三甲109名。同年五月，著交吏部掣签分发各省，以知县即用。